# Ludovico Rusconi Sassi
Ludovico Rusconi Sassi (Roma, 28 febbraio 1678 – Roma, 18 agosto 1736) è stato un architetto italiano.

## Biografia e opere principali
Accolto nel 1702 all'Accademia di San Luca, Ludovico Rusconi Sassi lavorò inizialmente per il cardinale Pietro Ottoboni, nipote di papa Alessandro VIII, progettando un tabernacolo in via del Pellegrino a Roma. Di seguito disegnò la cappella Odescalchi nella Basilica dei Santi Apostoli (1719-1722) e la cappella Paolucci a San Marcello al Corso (1723-1724).
Gli anni successivi furono segnati da lavori più impegnativi, come la cupola e il presbiterio di San Salvatore in Lauro e il progetto di San Giuseppe alla Lungara (1730-1734; il secondo è palesemente ispirato al San Carlino di Borromini) e il modello per la facciata di San Giovanni in Laterano, con cui Rusconi Sassi partecipò al concorso del 1732, vinto poi dall'agido progetto neopalladiano del fiorentino Alessandro Galilei, che ebbe la meglio anche su Nicola Salvi, Luigi Vanvitelli e Ferdinando Fuga per la preferenza del conterraneo papa Clemente XII.
Nella generale tendenza verso il classicismo, derivata dall'accademismo di Carlo Fontana, Ludovico Rusconi Sassi propose invece un'elegante ed originale revival dello stile borrominiano; le sue architetture si articolano su linee curve e sono spesso caratterizzate dall'alternanza di forme concave e convesse.

## Altre opere
- Chiesa di San Pietro a Zagarolo (1717-1730), in collaborazione con Nicola Michetti
- Memorie di Urbano VIII e Clemente XI ai Santi Luca e Martina, in collaborazione con Giovanni Battista Maini (1731)
- Palazzo vescovile e fontana pubblica di Magliano Sabina (attr.)
- Cappella Ottoboni a San Lorenzo in Damaso (1735 circa)